# TVA Sports
TVA Sports est une chaîne de télévision sportive québécoise de catégorie C appartenant au Groupe TVA,. Elle a été lancée le 12 septembre 2011 Ses locaux se trouvent à Montréal.
Sa station-sœur, TVA Sports 2, a été lancée le 12 septembre 2014.
Une autre station-sœur, TVA Sports 3, est ajoutée l'instant du premier mois des séries éliminatoires de la ligue nationale de hockey (LNH) afin de diffuser trois matchs simultanément. Elle est apparue la première fois le 15 avril 2015.
De 2017 à 2022, TVA Sports était le diffuseur exclusif francophone canadien de la MLS.

## Historique
En octobre 2008 le CRTC annonce la dérèglementation des chaînes de télévision sportives alors que RDS (propriété de CTV Globemedia) est la seule chaîne sportive francophone d'importance au Canada. Le 1er mai 2009, Quebecor dépose une demande de licence pour TVA Sports auprès du CRTC pour un lancement au plus tôt en 2010. Quelques mois plus tard la Société Radio-Canada fait une demande similaire auprès du CRTC pour lancer la chaîne Radio-Canada Sports, projet qui sera finalement abandonné en 2012.
Le CRTC approuve le 26 février 2010 le projet TVA Sports en accordant au Groupe TVA une licence jusqu'au 31 août 2016. Le CRTC refuse cependant de rompre l'exclusivité de la diffusion sur RDS des matches des Canadiens de Montréal. La programmation de TVA Sports est dévoilée le 31 mai 2011 pour un lancement à l'automne 2011. La chaîne a obtenu les droits de diffusion de 25 matches des Sénateurs d'Ottawa (hockey), 60 matches de Blue Jays de Toronto (baseball), l'exclusivité de la diffusion de la Ligue des Champions (soccer) et de nombreux autres sports. RDS conserve cependant l'exclusivité de la diffusion des matches du Canadien jusqu'à l'échéance de son contrat avec la LNH en 2013.
La chaîne complète son catalogue de droits avec la signature le 14 juillet 2011 d'une entente avec l'Impact de Montréal pour la diffusion de 24 matches par saison jusqu'en 2016 (RDS en conserve dix).
En août 2011, la chaîne signe un partenariat avec la chaîne anglophone Sportsnet (propriété de Rogers) au niveau de la production de contenus et l'acquisition de droits de diffusion.
À son lancement, TVA Sports n'est proposée ni par Bell ni par Cogeco alors que les négociations entre les deux câblo-opérateurs et le Groupe TVA sur les redevances dues à TVA Sports ne sont pas conclues. Bell et Vidéotron s'entendent en novembre 2011 pour diffuser TVA Sports et la nouvelle chaîne RDS2 sur leurs réseaux respectifs. Le 7 octobre, Telus et le Groupe TVA signent une entente pour distribuer TVA Sports sur le réseau Télé Optik à partir de la fin 2011 puis une semaine plus tard un accord similaire est signé avec Cogeco, qui offre gratuitement la chaîne à ses abonnés jusqu'en octobre 2012.
En octobre 2020 la direction de la chaîne annonce l'abolition du bulletin quotidien d'information sportive. Les syndicats critiquent cette décision qui entraîne 17 suppressions de postes à Montréal.
TVA Sports a changé son identité visuelle en mai 2021 après que TVA ait renouvelé la sienne en novembre 2020.

### Identité visuelle (logotype)

Logo de TVA Sports de 2011 à 2013.
Logo de TVA Sports de 2013 à 2018.
Logo de TVA Sports de 2018 à mai 2021[16].
Logo de TVA Sports depuis mai 2021[16].

## Programmation

### Droits de diffusion
La chaîne propose la diffusion d'événements sportifs en direct, des bulletins de nouvelles sportives et d'émissions autour du sport, telles que Le Match diffusée sur la chaîne de télévision généraliste TVA, ou Ski Mag. En termes de retransmission de rencontres sportives, la chaîne diffusera, en français, 35 matchs par an des Sénateurs d'Ottawa au hockey sur glace, et 60 matchs par an des Blue Jays de Toronto au baseball et couvrira évidemment toute l'actualité et les matchs des Nordiques de Québec dans le cas d'un éventuel retour de l'équipe. La chaîne également passé un accord de plusieurs années avec la ligue de combat libre UFC pour retransmettre des combats en direct, dont le contrat s'est terminé en décembre 2014.
La chaîne annonça le 5 décembre 2011 qu'elle diffusera le basketball de la NBA. Celle-ci diffusera des parties de saisons régulières des Raptors de Toronto, des Bulls de Chicago, des Celtics de Boston et des Lakers de Los Angeles en plus de certaines parties des séries éliminatoires de fin de saison.
Le 26 novembre 2013, Rogers Communications signe une entente de 5,2 milliards de dollars sur 12 ans avec la LNH, devenant le diffuseur national exclusif anglophone à partir de la saison 2014-2015. Cette entente permet à TVA Sports de devenir le diffuseur francophone officiel de la ligue, lui permettant de diffuser plus de 275 parties de hockey de la LNH par année, incluant un minimum de 22 matchs du Canadiens de Montréal et les matchs éliminatoires. Une chaîne multiplex, TVA Sports 2, a été lancée afin d'ajouter d'autres matchs en direct. De son côté, RDS diffusera 60 matchs des Canadiens de Montréal et 55 matchs des Sénateurs d'Ottawa en saison régulière.
En 2015, TVA Sports signe des ententes avec Football U Sports et le Réseau du sport étudiant du Québec pour devenir le diffuseur francophone exclusif du football universitaire canadien.
En avril 2025, Rogers renouvelle sont contrat avec la LNH pour 12 ans (jusqu'en 2038) pour 11 milliards de dollars, soit près du double du précédent contrat. D'après Pierre Karl Péladeau, TVA Sports, toujours déficitaire depuis son lancement, n'aura pas les moyens financiers de payer le double de son précédent contrat, qui était de 700 millions sur 12 ans, et risque de fermer après la saison de hockey 2025-2026.

### Personnalités
- Dave Morissette - Animateur à l'émission Dave Morissette en Direct
- Jean-Charles Lajoie - Animateur de l'émission JiC
- Marc-André Perreault - Journaliste sportif qui couvre le Canadiens de Montréal et la LNH
- Renaud Lavoie - Journaliste sportif qui couvre le Canadiens de Montréal et la LNH
- Andy Mailly-Pressoir - Reporter multisports
- Michel Bergeron - Analyste LNH
- Mike Bossy - Analyste LNH
- Éric Fichaud - Analyste LNH
- Maxim Lapierre - Analyste LNH
- Guillaume Latendresse - Analyste LNH
- Alexandre Picard - Analyste LNH
- Mélodie Daoust - Analyste LNH
- Jean-Sébastien Giguère - Analyste LNH
- Louis Jean - Animateur des matchs de la LNH
- Elizabeth Rancourt - Animatrice des matchs de la LNH
- Michel Godbout - Animateur des matchs de la LNH
- Félix Séguin - Descripteur de la LNH et des Canadiens de Montréal
- Denis Casavant - Descripteur de la LNH, des matchs de Football et des matchs du baseball
- Patrick Lalime - Analyste des matchs de la LNH et des Canadiens de Montréal
- Yvon Pedneault - Analyste de matchs de la LNH
- Sébastien Goulet - Descripteur de la LNH et du hockey junior
- Steven Finn - Analyste hockey junior
- Frédérique Guay - Animatrice des matchs de soccer
- Frédéric Lord - Descripteur des matchs de soccer et anime occasionnellement l'émission Dave Morissette en Direct
- Vincent Destouches - Analyste des matchs de soccer
- Patrice Bernier - Analyste des matchs de soccer
- Jacques Doucet - Descripteur des Blue Jays et du baseball
- Rodger Brulotte - Analyste des Blue Jays et du baseball

### Balados
En février 2021, TVA Sports lance de nouveaux balados :
- La dose: animé par Jean-Philippe Bertrand qui couvre l'actualité sportive au quotidien[24].
- Du champ gauche: animé par Denis Casavant qui y partage ses observations sur l’actualité dans la NFL, MLB, LNH, NBA et NCAA[25].
- Sur la passerelle : Analyses et anecdotes à propos des Canadiens et de la LNH avec le descripteur et l’analyste des matchs à TVA Sports, Félix Séguin et Patrick Lalime[26].
- Lavoie - Letang : L’actualité de la LNH vue par l'informateur hockey de TVA Sports, Renaud Lavoie et le défenseur étoile des Penguins de Pittsburgh, Kristopher Letang[27].
- Temps d’arrêt : Avec Louis Jean qui commente, analyse et approfondit l’actualité dans la LNH en plus de faire découvrir des personnages importants de la LNH et du monde du hockey en général.

Ceux-ci s’ajoutent à :
- Les Anti-pods de la lutte : animé par Kevin Raphael et Patric Laprade, est spécialisé en lutte professionnelle.
- XI MTL : avec Frédéric Lord, Vincent Destouches et Patrice Bernier qui y décortiquent la MLS et le CF Montréal via Analyses, prédictions, anecdotes et entrevues exclusives[28].
- JiC : rattrapage de l’émission télévisuelle quotidienne de Jean-Charles Lajoie sur les ondes de TVA Sports[29].

## Controverses

### Conflit avec Cogeco et Bell (2011)
Une semaine après le lancement de TVA Sports, le président et chef de la direction de Groupe TVA, Pierre Dion, fait une sortie publique publiées dans les journaux détenus par Québecor afin de critiquer Bell et Cogeco qui ne distribuent pas TVA Sports, déclarant que Bell « prend ses téléspectateurs québécois francophones en otage ». Cogeco a publié une lettre ouverte alors que les médias non-affiliés à Québecor couvrent la chicane. Le 13 octobre 2011, Cogeco annonce que TVA Sports sera offert gratuitement à leurs clients à partir du 14 octobre 2011 et ce, jusqu'au 31 octobre 2012. Finalement, le 22 novembre, Bell annonce que TVA Sports sera disponible sur ses services à partir du 15 décembre. Parallèlement, Vidéotron annonce que RDS2 sera disponible pour ses clients à partir du 23 novembre.

### Conflit avec Bell (depuis 2019)
En février 2019, pris avec un budget déficitaire, le Groupe TVA dépose une plainte auprès du CRTC contre Bell qui assemblait sa chaîne RDS dans le forfait le plus populaire (ainsi que sa chaîne anglophone TSN et son compétiteur Sportsnet) pendant que TVA Sports était assemblé dans le forfait supérieur beaucoup plus coûteux, ou les abonnés du forfait populaire devaient débourser un surplus à la carte pour accéder à TVA Sports. Durant le dernier match de la saison régulière de hockey du samedi soir le 6 avril, ainsi que durant l'émission La Voix sur TVA le lendemain, un message au bas de l'écran averti les téléspectateurs que le signal de TVA Sports sera retiré aux abonnés de Bell, ce qui a été fait le mercredi 10 avril à 19 h avant le début du match des séries éliminatoires malgré les lettres adressées par le CRTC qu'il s'agit d'une mesure illégale. Le lendemain, le CRTC appelle une audience le 17 avril pendant que Bell a déposé une injonction à la Cour supérieure du Québec, le signal devant être rétablir le vendredi 12 avril,.
En juillet 2019, le Groupe TVA dépose une poursuite au Palais de justice de Montréal contre Bell pour 1,5 million de dollars pour non-paiement de redevances d'abonnement.
Le 19 décembre 2019, le CRTC ordonne Bell à distribuer TVA Sports dans le meilleur forfait télé de Bell au même titre que RDS dès le 5 février 2020. Bell a alors proposé a ses clients d'échanger RDS pour TVA Sports.
Le 19 janvier 2020, Bell fait appel de la décision du CRTC.